# Сподек
«Сподек» (пол. Spodek) — спортивно-концертный комплекс в польском городе Катовице. Стадион был открыт в 1971 году.

## Характеристика

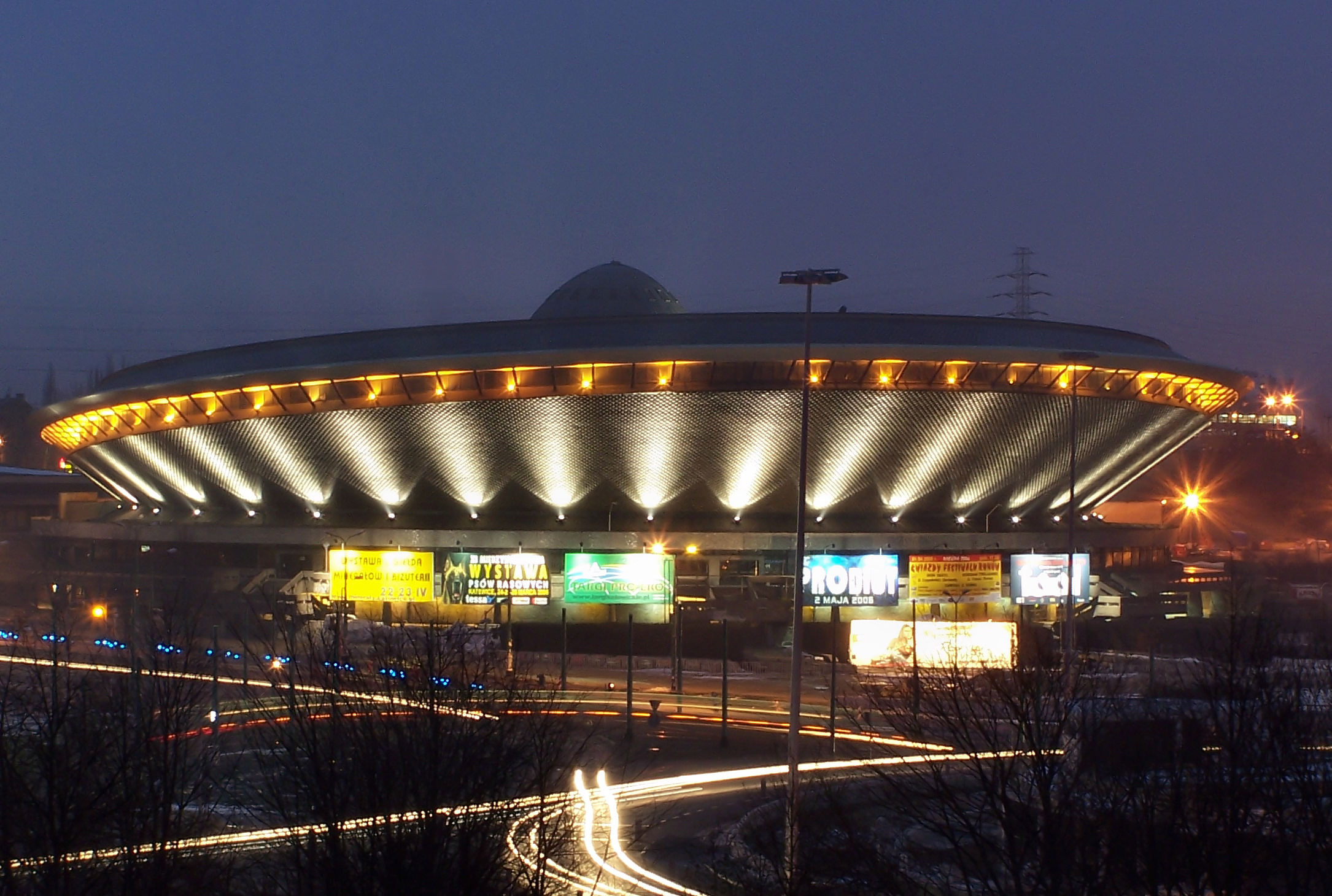
«Сподек» ночью

«Сподек» расположен в центре Катовице, на аллее Войцеха Корфанты, и занимает территорию в 9 гектаров. В переводе с польского языка «Сподек» означает «блюдце» — главное здание своей формой вызывает ассоциацию с огромной летающей тарелкой. Помимо арены, вмещающей 11,5 тысячи зрителей (одно из крупнейших крытых спортивных сооружений в Европе), здесь также расположены гимнастический зал, каток, три больших автостоянки, неподалёку находится крупнейшая в городе гостиница «Катовице». В «Сподеке» проходят многочисленные спортивные, музыкальные, театральные, цирковые и выставочные мероприятия.

## История
Идея о строительстве крупного дворца для зрелищных мероприятий в Сталиногруде (такое название носил город в 1953—1956 годах) впервые была озвучена в 1955 году. Первоначально арену планировалось возвести на окраине города, на территории Силезского парка, но в 1959 году был выбран проект архитекторов Мацея Гинтовта и Мацея Красиньского и инженера-строителя Анджея Журавского о строительстве дворца в центре города (Сьрудместье). Процесс строительства длился довольно долго и даже полностью останавливался на 18 месяцев из-за того, что прямо под возводимым объектом находился угольный пласт и существовала угроза обрушения конструкции из-за просадки грунта. Комплекс был открыт 9 мая 1971 года.

## Мероприятия
IEM Katowice

## Культурные мероприятия
В разные годы под сводами «Сподека» выступали Apocalyptica, Boney M., The Cure, Delirious?, Deep Purple, Depeche Mode, Dream Theater, Элтон Джон, Genesis, Эрик Клэптон, Гэри Мур, Green Day, Iron Maiden, Жан-Мишель Жарр, Judas Priest, The Offspring, Оззи Осборн, Майк Олдфилд, Megadeth, Napalm Death, Black Sabbath, Metallica, Pearl Jam, Rammstein, Робби Уильямс, Slipknot, Korn, Soulfly, Стинг, The Prodigy, Overkill, Тина Тёрнер, Анна Герман, Аврил Лавин.
Здесь записывались концертные альбомы Live! группы Hey (1994), DVD Live Encounters группы Deep Purple (1996), 6/16/00 — Katowice группы Pearl Jam (2000).
С 1981 года в «Сподеке» проходит международный Rava Blues Festival, с 1986 года — фестиваль Metalmania.

## Спортивные мероприятия
«Сподек» был ареной крупных спортивных соревнований:
- В 1975 году здесь прошёл чемпионат Европы по лёгкой атлетике
- В апреле 1976 года — чемпионат мира по хоккею с шайбой, в рамках которого случилась одна из самых громких сенсаций в истории игровых видов спорта: сборная СССР со счётом 4:6 проиграла команде Польши.
- В 2001 и 2007 годах «Сподек» принимал финальные турниры волейбольной Мировой лиги, здесь также проходили матчи женского чемпионата Европы по волейболу 2009 года и женского чемпионата Европы по баскетболу-2011. «Сподек» был главной ареной чемпионата Европы по баскетболу-2009 и мужского первенства планеты по волейболу-2014.
- В апреле 2013 года в комплексе были развёрнуты несколько теннисных кортов для проведения соревнования профессионального женского тура.
- в марте 2014 года прошел крупный турнир по CS:GO EMS One Katowice 2014
- В марте 2016 и 2017 года на стадионе был проведён турнир по CS:GO Intel Extreme Masters 2016.
- В феврале 2020 года на стадионе был проведён турнир по CS:GO Intel Extreme Masters с общим призовым фондом в 500.000$. Но из-за коронавируса на стадионе не было зрителей.